# راس داونپورت
راس داونپورت  (به انگلیسی: Ross Davenport) (زادهٔ ۲۳ مهٔ ۱۹۸۴) شناگر اهل بریتانیا است.